# Joseph Baxendell (Astronom)
Joseph Baxendell (* 19. April 1815 in Manchester; † 7. Oktober 1887 in Birkdale) war ein britischer Astronom und Meteorologe. Baxendells astronomische Arbeit galt den veränderlichen Sternen, von denen er 18 entdeckte. Daneben entdeckte er am 28. September 1880 den umstrittenen galaktischen Nebel NGC 7088 in der Nähe des Kugelsternhaufens Messier 2 im Wassermann, der auch als „Baxendell’s Unphotographable Nebula“ (deutsch „Baxendells unfotografierbarer Nebel“) bekannt ist.

## Leben
Joseph Baxendell war der älteste Kind von acht Kindern von Thomas Baxendell und Mary Shepley. Seine frühe Ausbildung erhielt er in der Schule von Thomas Whalley in Cheetham Hill, Manchester, seine späteren Kenntnisse in den Naturwissenschaften eignete er sich vorwiegend selbst an. Da er als Kind eher kränklich war, unternahm die Familie mit ihm oftmals Ausflüge ans Meer. 1829, im Alter von 14 Jahren, verließ er die Schule und heuerte als Seemann auf der Mary Scott an. Seine erste Fahrt führte ihn nach Valparaíso, Chile. Es folgten weitere Überfahrten nach Zentral- und Südamerika, bei denen er den großen Leonidenschauer von 1833 im Pazifik beobachtete. Nach sechs Jahren als Seemann kehrte er 1835 nach Manchester zurück, unterstützte dort seinen Vater im Geschäft und eröffnete später sein eigenes Geschäft als Grundstücksmakler.
In Manchester konnte Baxendell das private Observatorium von Robert Worthington in Crumpsall benutzen. Am 9. Januar 1857 wurde Baxendell als Fellow in die Royal Astronomical Society aufgenommen, ein Jahr später trat er der Manchester Literary and Philosophical Society bei, deren Sekretär und Editor er 1861 wurde. 1859 erfolgte die Ernennung zum Astronomen der Corporation of Manchester als Nachfolger von Henry Halford Jones. Nach dem Tod von Robert Worthington wurde das Observatorium nach Altrincham verlegt, der neue Leiter Murray Gladstone untersagte Baxendell jedoch die weitere Nutzung.
1871 übersiedelte Baxendell nach Birkdale, wo er zum Borough-Meteorologen von Southport und ersten Superintendenten für die im gleichen Jahr errichtete meteorologische Beobachtungseinrichtung im Hesketh Park, das Fernley Observatory, ernannt wurde. 1877 schenkte Sir Thomas Sebastian Bazley, 2. Baronet (of Hatherop) Baxendell seinen 1869 von T. Cooke & Sons hergestellten 6”-Refraktor sowie die dazugehörige Holzkuppel, die in seinen Garten in der 14 Liverpool Road aufgestellt wurden.
Baxendell wurde 1884 zum Fellow der Royal Society ernannt. Daneben war er auch korrespondierendes Mitglied in zahlreichen anderen Gesellschaften, wie der Physikalisch-ökonomischen Gesellschaft in Königsberg oder der Accademia di scienze e lettere in Palermo.
Am 7. Oktober 1887 verstarb Joseph Baxendell in Birkdale im Alter von 72 Jahren. Aus der 1865 geschlossenen Ehe mit Mary Anne, Schwester des Astronomen Norman Robert Pogson, ging ein Sohn hervor, Joseph Baxendell. Sein Sohn wurde zum Nachfolger als Borough-Meteorologe und Superintendant des Fernley Observatory ernannt.
Herbert H. Turner erwarb die Manuskripte von Baxendell nach dessen Tod. Gemeinsam mit Mary Adela Blagg veröffentlichte Turner von 1912 und 1918 elf wissenschaftliche Publikationen über die veränderlichen Sterne aus den Manuskripten in den Monthly Notices der Royal Astronomical Society. Blagg setzte diese Arbeit mit sechs eigenständigen Arbeiten in den Monthly Notices fort.

## Werke
Joseph Baxendells erste Veröffentlichung erschien 1848 in den Monthly Notices der Royal Astronomical Society. Neben den Monthly Notices veröffentlichte Baxendell auch in den Astronomischen Nachrichten, im The Observatory, im Journal of the Liverpool Astronomical Society und den Proceedings der Royal Society. Die meisten Abhandlungen erschienen aber in den Memoirs and Proceedings of the Manchester Literary & Philosophical Society. Die folgenden Liste stellt eine Auswahl seiner Schriften dar.
- George Knott, Joseph Baxendell: On the Method of Observing Variable Stars. Printed for Private Circulation, London 1863, bibcode:1863AReg....1A...1K (englisch).
- A New Nebular. In: Monthly Notices of the Royal Astronomical Society. Band 48, 1888, S. 48, bibcode:1880MNRAS..41...48B (englisch).